# أبو سليمان السجستاني
أبو سليمان السجستاني (توفي 380هـ) هو أبو محمد سليمان السجستاني هو الشيخ أبي سليمان محمد بن بهرام المنطقي السجستاني أو الشيخ الجليل أبو سليمان محمد بن طاهر بن بهرام السجستاني المنطقي، فيلسوف، شاعر وأديب اهتم بالمنطق والفلسفة الطبيعية والنفس. له تصانيف في فنون أخرى مثل كتابه التعليقات في الطب.

## فلسفته
لم يصل إلينا عمل كامل من أعماله الفلسفية ليتسنى للباحث الوقوف على طبيعتها المعرفية الإبستيمولوجية والمنهجية، والحال هذا لابد من أجل هذه الغاية النظر فيما وصل إلينا عن طريق الآخرين. نقل عنه أنه نظر في «رسائل إخوان الصفا» ثم انتقدها لما فيها من خلط ومزج بين مختلف العلوم والفنون عن غير دراية:
| أبو سليمان السجستاني | حُملت هَذِه الرسائل إِلَى الشَّيْخ أبي سُلَيْمَان محمّد بن بهْرَام المنطقي السجسْتانِي فَنظر فِيهَا أيَاماً وتبحّر فِيهَا دهراً طَويلا وَقَالَ تعبوا وَمَا أغنوا ونصبوا وَمَا أجدوا وحاموا وَمَا وردوا وغنّوا وَمَا أطربوا ظنّوا مَا لم يكن وَلَا يكون وَلَا يُسْتَطَاع ظنّوا أنّهم يدسّون الفلسفة الَّتِي هِيَ علم النُّجُوم والأفلاك والمقادير والمجسطي وآثار الطبيعة والموسيقي الَّذِي عو علم معرفَة النغم والإيقاع والنقرات والأوزان والمنطق الَّذِي هُوَ اعْتِبَار الْأَقْوَال بالإضافات والكميّات والكيفيّات وأنْ يطفئوا الشَّرِيعَة بالفلسفة وَقد رام هَذَا قبلهم قوم كَانُوا أحَدَّ أنياباً وأحضر أسباباً وَأعظم قدرا فَلم يتمّ لَهُم مَا أَرَادوا وَلَا بلغُوا مَا أمَّلوه وحصلوا على لوثات قبيحة وعواقب مَحْزَنَة. | أبو سليمان السجستاني |

فهو يرى أن محاولات إخوان الصفا للتوفيق بين ما في الشريعة من عقائد وأحكام وبين ما في الفلسفة من تصورات ومعارف هي محاولات سبق وأن أقامها من هم أكثر إطلاعا على محتويات الفلسفة وأعمق فهما لما فيها، وهي محاولات لا جدوى منها بل بلا معنى لما بين الشريعة وما في الفلسفة من فروقات، ويؤكد هذا ما نقله إبو حيان التوحيدي في الإمتاع والمؤانسة: 
| أبو سليمان السجستاني | إنّ الشريعة مأخوذة عن الله- عزّ وجلّ- بوساطة السّفير بينه وبين الخلق من طريق الوحي، وباب المناجاة، وشهادة الآيات، وظهور المعجزات، على ما يوجبه العقل تارة، ويجوّزه تارة، لمصالح عامّة متقنة، ومراشد تامّة مبيّنة، وفي أثنائها ما لا سبيل إلى البحث عنه، والغوص فيه، ولابدّ من التّسليم للداعي إليه، والمنبّه عليه، وهناك يسقط (لم) ويبطل (كيف) ، ويزول (هلّا) ويذهب (لو) و (ليت) في الرّيح، لأنّ هذه الموادّ عنها محسومة، واعتراضات المعترضين عليها مردودة، وارتياب المرتابين فيها ضارّ، وسكون الساكنين إليها نافع، وجملتها مشتملة على الخير، وتفصيلها موصول بها على حسن التّقبّل، وهي متداولة بين متعلّق بظاهر مكشوف، ومحتجّ بتأويل معروف، وناصر باللغة الشائعة، وحام بالجدل المبين، وذابّ بالعمل الصالح، وضارب للمثل السائر، وراجع إلى البرهان الواضح، ومتفقّه في الحلال والحرام، ومستند إلى الأثر والخبر المشهورين بين أهل الملّة، وراجع إلى اتفاق الأمّة. وأساسها على الورع والتّقوى، ومنتهاها إلى العبادة وطلب الزّلفى.. | أبو سليمان السجستاني |

وخلاصة ما نقله أبو حيان:
إن أبا سليمان المنطقي السجستاني - محمد بن بهرام - يقول:.. صاحب الشريعة مبعوث، وصاحب الفلسفة مبعوث إليه، وأحدهما مخصوص بالوحي، والآخر مخصوص ببحثه، والأول مكفيء، والثاني كادح، وهذا يقول: أمرت وعلمت، وقيل لي، وما أقول شيئا من تلقاء نفسي. وهذا يقول: رأيت ونظرت واستحسنت واستقبحت، وهذا يقول نور العقل اهتدي به، وهذا يقول: معي نور خالق العقل امشي بضيائه. وهذا يقول: قال الله وقال الملك، وهذا يقول قال أفلاطون وسقراط. (مجلة الرسالة: العدد 679، الصفحة: 37)
ويستفاد من ذلك أن أبو سليمان المنطقي كان مبتدعا ولم يستن بسنة من يوفق بين ما في الشريعة وبين ما في الفلسفة، كما يظهر من النص أنه لم يستن بسنة من يفصل بين الشريعة والحكمة على اعتبار الشريعة، أو الدين عامة، منهج مقابل منهج آخر هو منهج الفلسفة لأنه يميز بين المنهج وبين المحتوى أو المضمون المعرفي. ففي ما يتعلق بالمضمون المعرفي الذي هو في الشريعة يفصل الفيلسوف المنطقي السجستاني في مراتب العلاقة بين العقل و النقل:
- العلاقة الضرورية (ما يوجبه العقل)
- العلاقة التجويزية (ما يجوّزه العقل)
- العلاقة النسبية (ما هو خارج نطاق العقل وطاقته)

وفي منهج التعامل مع نصوص الشريعة يرفض أبو سليمان المنطقي مذاهب الغنوصية والباطنية لأنها مذاهب لا تواصلية والنص إنما له ناصر باللغة الشائعة مستبعدا بقوله هذا أهل الرموز والإشارات بحيث لا يُنظَر إليهم في أي مرتبة من مراتب النص التي ذكرها وكلها بائنة بطرق اللغة الشائعة، والفقه، والإستدلال بالبرهان الواضح، والاستناد إلى الخبر والأثر الصحيح، والإجماع (اتفاق الأمة). هذه اللمحات من «ردوده» على إخوان الصفا تشير إلى اهتمام آخر من اهتماماته: الاهتمام بفلسفة اللغة والتواصل، وبفلسفة الدين.